# レイクショア・エンターテインメント
レイクショア・ヴィレッジ・エンターテインメント（Lakeshore Village Entertainment）は、1994年にトム・ローゼンバーグが設立したアメリカ合衆国の映画製作会社。レイクショア・エンターテインメントは、ビバリーヒルズに本社を置く。社名の「レイクショア」は、湖畔を意味する。
2019年3月、レイクショアは映画のライブラリを売却した。ライブラリには、ニューワールド・ピクチャーズのライブラリ（レイクショアが1996年に買収）など、300タイトルが含まれている。2019年10月、レイクショアはライブラリと国際事業をバイン・オルタナティブ・インベストメンツに約2億ドルで売却した。2024年7月、バイン・オルタナティブ・インベストメンツはポートフォリオ（ヴィレッジ・ロードショー・エンターテインメント・グループとヨーロッパ・コープを除く）をシャムロック・キャピタルに売却した。

## 作品
- 200本のたばこ（1999）
- プリティ・ブライド（1999）
- ギフト（2000）
- プロフェシー（2002）
- ハンテッド（2003）
- アンダーワールド（2003）
- 白いカラス（2003）
- ホワイトライズ（2004）
- ミリオンダラー・ベイビー（2004）
- 地獄の変異（2005）
- エミリー・ローズ (2005)
- イーオン・フラックス（2005）
- アンダーワールド: エボリューション（2006）
- アドレナリン（2006）
- レニー・ハーリン コベナント 幻魔降臨（2006）
- ブラックサイト (2008)
- ミッドナイト・ミートトレイン（2008）
- アンダーワールド ビギンズ（2009）
- アドレナリン:ハイ・ボルテージ（2009）
- 男と女の不都合な真実（2009）
- GAMER（2009）
- リンカーン弁護士（2011）
- ファインド・アウト（2012）
- アンダーワールド 覚醒（2012）
- アイ・フランケンシュタイン（2014）
- アデライン、100年目の恋（2015）
- バチカン・テープ（2015）
- アンダーワールド ブラッド・ウォーズ（2016）
- アドリフト 41日間の漂流（2018）

## オープニングロゴ
少年が湖に飛び込もうとする瞬間が映し出される。